# 黃養蒙
黃養蒙（1503年—？），字存一，福建泉州府南安縣（今南安市）人，軍籍，明朝政治人物。同進士出身。

## 生平
嘉靖十三年（1534年）甲午科福建鄉試第八十名舉人。嘉靖二十年（1541年）中式辛丑科會試第二名，登第三甲第一百三十五名進士。初授浙江遂昌縣知縣。擢吏部稽勳主事，徧歷諸司。累轉至考功郎中。三十二年四月遷南京太常寺少卿，晉南京光祿寺卿。三十九年十月復除原职，四十年閏五月晉南京戶部右侍郎。踰二載，四十二年六月調戶部右侍郎。

## 家族
曾祖黃彝；祖父黃德平，贈刑部員外郎；父黃澄，字廷肅，號竹溪，廣東按察司僉事。母李氏（贈孺人）。严侍下。